# Hippodrome du Putois
L'hippodrome du Putois est situé à Compiègne dans l'Oise. C'est un hippodrome de trot, plat et obstacle. Plusieurs réunions s'y tiennent chaque année entre début mars et fin novembre.

## Historique[1]
La genèse de ce champ de courses remonte à 1875. La ville avait autorisé le défrichement du terrain pour y organiser les toutes premières courses grâce à la ténacité de personnalités locales. Les pistes ont été dessinées par Richard Carter, membre d’une grande famille d’entraîneurs britanniques qui officiaient à Chantilly et à Compiègne. 
1891 voit la création de la Société des Courses de Compiègne. Dès lors, le succès de l’hippodrome du Putois va aller croissant. Des trains spéciaux vont même être mis régulièrement en place par la Compagnie des Chemins de Fer du Nord pour conduire des milliers de parieurs parisiens.
En 1932, l’hippodrome reçoit la touche anglo-normande qui fait son charme. Les tribunes de bois des premiers temps font place aux tribunes en dur et tours à colombages tout comme le Pavillon des balances, du jeune architecte René Dieudonné de La Bouglise, inauguré le 17 juillet 1914.
À partir de 2000, de très importants travaux vont être menés. Installation de bureaux, agrandissement du vestiaire des jockeys et création du salon des propriétaires, rénovation des tribunes, agrandissement de la cour qui a gagné 25 boxes et peut désormais recevoir 130 chevaux, infirmerie totalement rénovée et aux normes en vigueur.
En 2013, l’hippodrome installe un écran géant en face des tribunes spectateurs. Celui-ci permet de retransmettre au public les vidéos de chaque course en direct se déroulant sur l'hippodrome.

## Affaire avec Eric Woerth
Éric Woerth fait l'objet d'une enquête pour favoritisme et prise illégale d'intérêts pour avoir, alors qu'il était en poste comme de ministre du Budget au début de l'année 2010, vendu 60 hectares de la forêt de Compiègne, un golf et cet hippodrome pour 2,5 millions d'euros, un tarif jugé dérisoire et extrêmement avantageux pour les acquéreurs. La même vente avait été refusée par l'État en 2003.
Dans un article mis en ligne le 7 février 2012 sur Mediapart, "Hippodrome de Compiègne: le rapport qui accable Eric Woerth", le journaliste Michel Deléan a révélé les conclusions des experts désignés par la Cour de Justice de la République, qui estiment que les terrains forestiers et l'hippodrome valent 12,9 millions d'euros, ramenés à 8,3 millions après abattement.

## Installations
- Piste plate en herbe de 2200 m de périphérie avec une ligne d’arrivée de 600 m de long
- Corde à gauche
- Piste sur diagonale pour le steeple-chase
- Parcours extérieur pour le cross-country